# Hedotettix
Hedotettix is een geslacht van rechtvleugeligen uit de familie doornsprinkhanen (Tetrigidae). De wetenschappelijke naam van dit geslacht is voor het eerst geldig gepubliceerd in 1887 door Bolívar.

## Soorten
Het geslacht Hedotettix omvat de volgende soorten:
- Hedotettix affinis Bolívar, 1887
- Hedotettix albipalpulus Zheng & Xie, 2000
- Hedotettix alienus Uvarov, 1936
- Hedotettix angustatus Hancock, 1909
- Hedotettix angustifrons Bolívar, 1887
- Hedotettix angustivertex Bolívar, 1908
- Hedotettix antennatus Günther, 1979
- Hedotettix attenuatus Hancock, 1904
- Hedotettix bivalvatus Zheng & Jiang, 2002
- Hedotettix brachynota Zheng & Ou, 2005
- Hedotettix brevipennis Zheng & Deng, 2004
- Hedotettix coactus Bolívar, 1887
- Hedotettix costatus Hancock, 1912
- Hedotettix crassipes Karny, 1915
- Hedotettix cristitergus Hancock, 1915
- Hedotettix equestris Navás, 1905
- Hedotettix gracilis Haan, 1842
- Hedotettix granulatus Bolívar, 1895
- Hedotettix grossivalva Zheng & Ou, 2005
- Hedotettix grossus Hancock, 1915
- Hedotettix guangdongensis Zheng & Xie, 2005
- Hedotettix guibelondoi Bolívar, 1887
- Hedotettix interrupta Zheng & Mao, 1997
- Hedotettix latifemuroides Zheng & Jiang, 2004
- Hedotettix latifemurus Zheng & Wei, 2005
- Hedotettix lineiferum Walker, 1871
- Hedotettix notatus Walker, 1871
- Hedotettix plana Walker, 1871
- Hedotettix puellus Navás, 1905
- Hedotettix pulchellus Bolívar, 1887
- Hedotettix punctatus Hancock, 1909
- Hedotettix quadriplagiata Walker, 1871
- Hedotettix rusticus Bolívar, 1887
- Hedotettix shangiensis Zheng & Jiang, 2003
- Hedotettix sobrinus Bolívar, 1887
- Hedotettix strictivertex Zheng, 2006
- Hedotettix tschoffeni Bolívar, 1908
- Hedotettix xizangensis Zheng & Zeng, 2010
- Hedotettix xueshanensis Zheng & Ou, 2005